# Lolita Morena
Lolita Laura Morena (Cantiano, 15 ottobre 1960) è una modella e conduttrice televisiva svizzera.

## Carriera
Studentessa di archeologia, Lolita Morena viene incoronata Miss Svizzera nel 1982, ed ha quindi la possibilità di rappresentare la Svizzera a Miss Mondo 1982 e Miss Universo 1983. Curiosamente, in entrambi i concorsi riesce a classificarsi al quarto posto, ed ottiene la fascia di Miss Photogenic, sia a Miss Universo che a Miss Mondo.
Dopo l'esperienza nei concorsi di bellezza, Lolita Morena ha lavorato come presentatrice televisiva, non soltanto in Svizzera, ma anche in Germania ed Italia, dove ha affiancato Pippo Baudo nella conduzione di Domenica In. Morena ha inoltre co-condotto l'Eurovision Song Contest 1989 da Losanna insieme a Jacques Deschenaux. Successivamente seguì anche le selezioni nazionali della Svizzera per Eurovision 1991.
Lolita Morena ha continuato a lavorare per il ramo francese della televisione svizzera, apparendo nella serie comica Les Pique-Meurons.

## Vita privata
Dal 1994 al 1999 è stata sposata con il calciatore tedesco Lothar Matthäus, con il quale ha avuto un figlio, Loris.